# Thomas Howard, I conte di Berkshire
Thomas Howard, I conte di Berkshire (Saffron Walden, 8 ottobre 1587 – 16 luglio 1669), è stato un nobile e politico inglese.

## Biografia
Era il figlio di Thomas Howard, I conte di Suffolk e di sua moglie, Catherine Knyvet.
Studiò alla Magdalen College.

## Carriera
Nel 1605 fu membro del parlamento rappresentando il Lancaster fino al 1611. Nel 1614 rappresentò invece il Wiltshire e nel 1621 il Cricklade. Nello stesso anno fu creato barone di Charlton mentre nel 1625 ricevette il titolo di conte di Berkshire.
Nel 1614 fu magister equitum del principe Carlo. Ricoprì la carica di luogotenente del Oxfordshire (1628-1632 e 1632-1642).
Nel 1660 fu membro del Consiglio privato di sua maestà.

## Matrimonio
Sposò, il 26 maggio 1614, Lady Elizabeth Cecil(?-1672), figlia di William Cecil, II conte di Exeter e di Elizabeth Drury. La coppia ebbe tredici figli:
- Charles Howard, II conte di Berkshire (1615–1679);
- Lady Mary Howard (1616–1679);
- Thomas Howard, III conte di Berkshire (1619–1706);
- Lord Henry Howard (1620-1663), sposò Elizabeth Spencer, non ebbero figli;
- Lord William Howard (27 giugno 1622-?);
- Lord Edward Howard (1624-1700);
- Lord Robert Howard (1626–1698), sposò in prime nozze Honora O'Brien, sposò in seconde nozze Annabella Dives;
- Lady Elizabeth Howard, sposò John Dryden;
- Lady Frances Howard (1627-9 aprile 1670), sposò Conyers Darcy, II conte di Holderness, ebbero un figlio;
- Lord Philip Howard (5 marzo 1629–1717), sposò Mary Jennings, ebbero due figli;
- Lord Algernon Howard;
- Lady Diana Howard (1636–1713);
- Lord James Howard (1640-1669).

## Morte
Morì il 16 luglio 1669. Fu sepolto il 20 luglio 1669 all'Abbazia di Westminster.

## Ascendenza
|                                     |               |                                          | Genitori                           |  |  | Nonni |  |  | Bisnonni                          |  |  | Trisnonni                          |  |
|                                     |               |                                          |                                    |  |  |       |  |  | Henry Howard, III conte di Surrey |  |  | Thomas Howard, III duca di Norfolk |  |
|                                     |               |                                          |                                    |  |  |       |  |  | Henry Howard, III conte di Surrey |  |  | Thomas Howard, III duca di Norfolk |  |
|                                     |               | Elizabeth Stafford                       |                                    |  |  |       |  |  | Henry Howard, III conte di Surrey |  |  |                                    |  |
| Thomas Howard, IV duca di Norfolk   |               |                                          |                                    |  |  |       |  |  | Henry Howard, III conte di Surrey |  |  |                                    |  |
|                                     |               | Frances de Vere                          | John de Vere, XV conte di Oxford   |  |  |       |  |  |                                   |  |  |                                    |  |
|                                     |               | Frances de Vere                          | John de Vere, XV conte di Oxford   |  |  |       |  |  |                                   |  |  |                                    |  |
|                                     |               | Frances de Vere                          | Elizabeth Trussell                 |  |  |       |  |  |                                   |  |  |                                    |  |
| Thomas Howard, I conte di Suffolk   |               | Frances de Vere                          |                                    |  |  |       |  |  |                                   |  |  |                                    |  |
|                                     |               | Thomas Audley, I barone Audley di Walden | Geoffrey Audley                    |  |  |       |  |  |                                   |  |  |                                    |  |
|                                     |               | Thomas Audley, I barone Audley di Walden | Geoffrey Audley                    |  |  |       |  |  |                                   |  |  |                                    |  |
|                                     |               | Thomas Audley, I barone Audley di Walden | Martha Wydeville                   |  |  |       |  |  |                                   |  |  |                                    |  |
| Margaret Audley                     |               | Thomas Audley, I barone Audley di Walden |                                    |  |  |       |  |  |                                   |  |  |                                    |  |
|                                     |               | Elizabeth Grey                           | Thomas Grey, II marchese di Dorset |  |  |       |  |  |                                   |  |  |                                    |  |
|                                     |               | Elizabeth Grey                           | Thomas Grey, II marchese di Dorset |  |  |       |  |  |                                   |  |  |                                    |  |
|                                     |               | Elizabeth Grey                           | Margaret Wotton                    |  |  |       |  |  |                                   |  |  |                                    |  |
| Thomas Howard, I conte di Berkshire |               | Elizabeth Grey                           |                                    |  |  |       |  |  |                                   |  |  |                                    |  |
|                                     | Henry Knyvett | Thomas Knyvett                           |                                    |  |  |       |  |  |                                   |  |  |                                    |  |
|                                     | Henry Knyvett | Thomas Knyvett                           |                                    |  |  |       |  |  |                                   |  |  |                                    |  |
|                                     | Henry Knyvett | Marcella Howard                          |                                    |  |  |       |  |  |                                   |  |  |                                    |  |
| Henry Knyvett                       | Henry Knyvett |                                          |                                    |  |  |       |  |  |                                   |  |  |                                    |  |
|                                     |               | Anne Pickering                           | Christopher Pickering              |  |  |       |  |  |                                   |  |  |                                    |  |
|                                     |               | Anne Pickering                           | Christopher Pickering              |  |  |       |  |  |                                   |  |  |                                    |  |
|                                     |               | Anne Pickering                           | Jane Lewknor                       |  |  |       |  |  |                                   |  |  |                                    |  |
| Katherine Knyvett                   |               | Anne Pickering                           |                                    |  |  |       |  |  |                                   |  |  |                                    |  |
|                                     |               | James Stumpe                             | William Stumpe                     |  |  |       |  |  |                                   |  |  |                                    |  |
|                                     |               | James Stumpe                             | William Stumpe                     |  |  |       |  |  |                                   |  |  |                                    |  |
|                                     |               | James Stumpe                             | Joyce Berkeley                     |  |  |       |  |  |                                   |  |  |                                    |  |
| Elizabeth Stumpe                    |               | James Stumpe                             |                                    |  |  |       |  |  |                                   |  |  |                                    |  |
|                                     |               | Bridget Bayntun                          | Edward Bayntun                     |  |  |       |  |  |                                   |  |  |                                    |  |
|                                     |               | Bridget Bayntun                          | Edward Bayntun                     |  |  |       |  |  |                                   |  |  |                                    |  |
|                                     |               | Bridget Bayntun                          | Elizabeth Sulyard                  |  |  |       |  |  |                                   |  |  |                                    |  |
|                                     |               | Bridget Bayntun                          |                                    |  |  |       |  |  |                                   |  |  |                                    |  |